# Му (отрицание)

Знак 無 в скорописном варианте. См. также анимацию

Му (в японском и корейском языках), или у (кит. трад. 無, упр. 无, пиньинь wú) — слово, которое может быть буквально переведено как «нет», «никакой», «отсутствие», «без». Обычно используется в качестве префикса для выражения отсутствия чего-либо (например, 無線 мусэн — «беспроводной»), однако широко известно как ответ в чань-буддистских коанах и по некоторым предположениям означает «ни да ни нет», то есть является неоднозначным ответом на вопрос.

## Коан Му

Знак 無 в стиле чжуань

Коан Му содержится в классическом сборнике дзенских коанов «Мумонкан» («Бездверная дверь»), Гл. 1:

Монах спросил у Чжаочжоу: 

— Обладает ли собака Природой Будды? 

И Чжаочжоу ответил: 

— Му! (в китайской версии: У!)

Гаутама Будда, учение дзэн и доктрина Махаяны утверждали, что природа Будды свойственна любому существу, но Чжаочжоу сказал «нет». Вопросы, на которые ищут ответ дзэн-буддисты, состоят в следующем:
1. Кто прав, Будда или Чжаочжоу?
2. Почему Чжаочжоу ответил отрицательно?
3. Что означает «му!»?
4. Есть ли у собаки природа Будды?

Профессор философии Д. Т. Судзуки утверждал, что «Му» не имеет какого-либо смысла, не утверждая и не отрицая в собаке природу Будды.
Чаньский наставник Хуэйкай, составивший классический сборник коанов «Мумонкан. Застава без ворот», откуда получил свою известность данный коан, дал следующий комментарий:
В собаке природа Будды?
Ответ дан в самом вопросе.
 Если ты скажешь «да» или «нет»,
Ты погубишь себя и лишишься жизни.
Современный корейский мастер сон (дзэн) Сун Сан, включивший данный коан в свой сборник коанов, дал на него другой комментарий: «Молчание лучше святости, поэтому открыть рот — уже большая ошибка. Но если вы используете эту ошибку чтобы спасти всех существ, то это дзен».
Чаньский наставник Гао-фэнь (1238—1285), сумевший в ходе долгой практики понять данный коан «пустоты», прокомментировал своё понимание следующим образом:

Я почувствовал, как безграничное пространство рассыпалось на куски и великая земля превратилась в ничто. Я забыл о себе, я забыл о мире; это было подобно тому, как одно зеркало отражает другое. С отчетливой ясностью в моём сознании предстали ответы на несколько коанов. Более я не заблуждался относительно чудотворной силы Праджни.
Данный коан часто используется в школе Риндзай. С помощью данного коана достиг кэнсё Ясутани-роси, ученик Харада-роси. Позднее он говорил, что это самый популярный коан для начинающих. Причину этого Ясутани-роси видел в том, что данный коан находится в стороне от воображения и интеллекта в большей степени, чем другие коаны.
Хуэйкай поясняет, что работать с данным коаном нужно следующим образом:

Сосредотачивайтесь, не переставая, и проникайте как можно глубже в Му. Проникать в Му означает достичь с ним абсолютного единства. Как вы можете достичь этого единства? Крепко держась за Му день и ночь! Не отделяйте себя от него ни при каких обстоятельствах! Постоянно фиксируйте на нём своё сознание. Не истолковывайте Му как «ничто» и не представляйте его в категориях существования и не-существования. Вы не должны, другими словами, думать о Му как о вопросе существования и несуществования природы Будды. Что же вы тогда делаете? Вы перестаёте размышлять и сосредотачиваетесь целиком на Му — только на Му!
У дзэн-мастера Хакуина был другой способ работы с коаном. Данный способ заключался в образной визуализации того, как он «от живота до ног, а затем и весь, становится „Му“».

## В литературе
В романе 1974 года «Дзэн и искусство ухода за мотоциклом» Роберт Пирсиг перевёл Му как «не что» (англ. no thing), уточнив его значение, как «забери вопрос назад» (unask the question). В качестве иллюстрации он предложил рассмотреть электросхему, построенную на двоичной системе исчисления:

Например, постоянно утверждается, что логические элементы в компьютере могут принимать только два состояния — либо напряжение соответствует «единице», либо «нулю». Что за глупость!
Любой инженер-электронщик убедит вас в обратном. Попробуйте определить логическое состояние, когда выключено электричество! Электросхемы пребывают в состоянии Му.
Оригинальный текст (англ.)
For example, it's stated over and over again that computer circuits exhibit only two states, a voltage for "one" and a voltage for "zero". That's silly!
Any computer-electronics technician knows otherwise. Try to find a voltage representing one or zero when the power is off! The circuits are in a mu-state.

Слово Му часто используется в книге Дугласа Хофштадтера «Гёдель, Эшер, Бах: эта бесконечная гирлянда» в контексте обсуждения символической логики, в частности теорем Гёделя о неполноте.

## Интересные факты

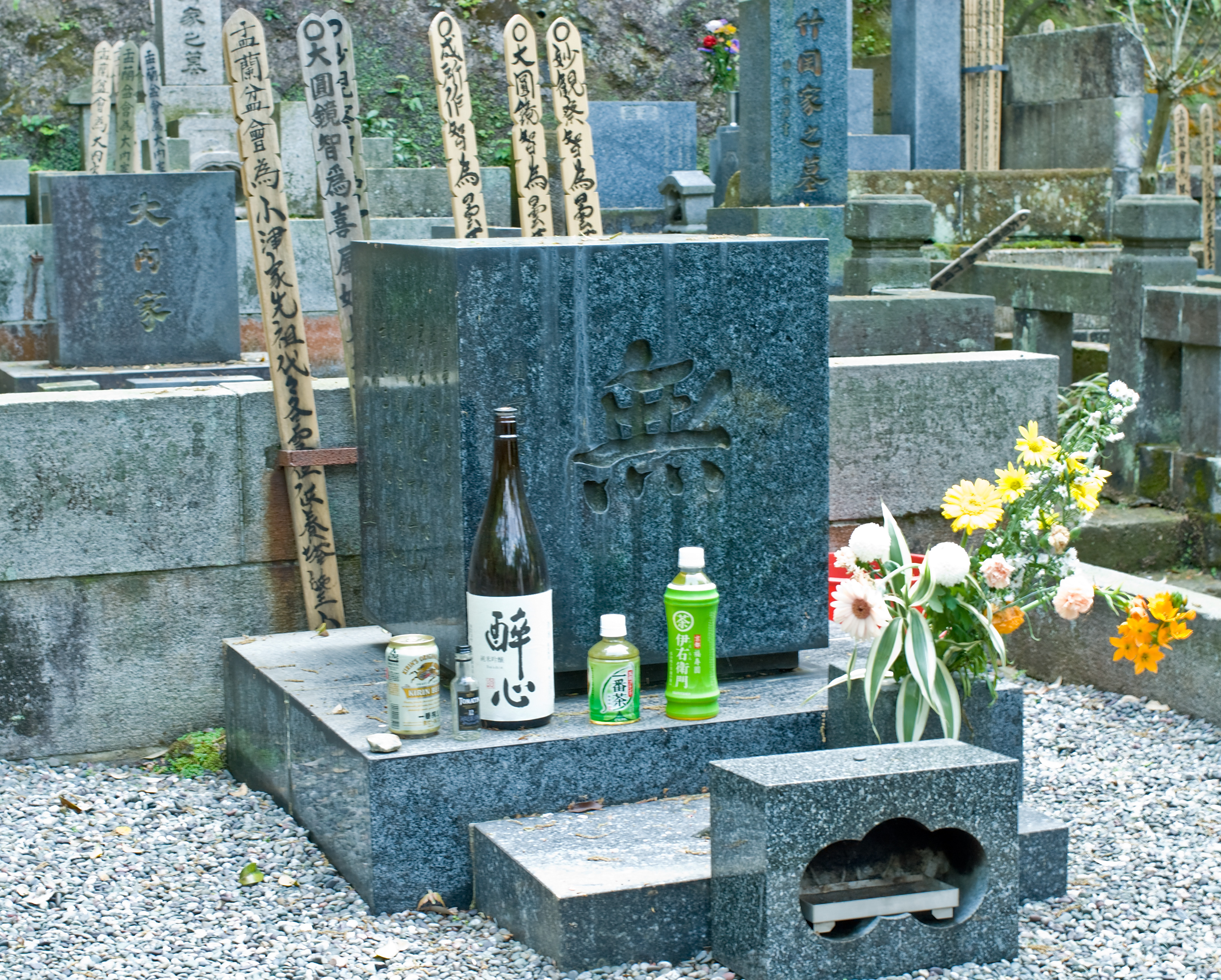
Могила Ясудзиро Одзу

- На надгробье могилы японского режиссёра Ясудзиро Одзу написан символ Му.[10]